# 袁叢美
袁叢美（1905年4月13日—2005年7月16日），本名袁少康，又名袁項軍，祖籍湖南長沙，台灣電影工作者，獲第40屆金馬獎終身成就獎。

## 生平
袁叢美1905年出生於湖南長沙的一個書香門第，喜歡美術，師範學校畢業後在小學任教，負責音樂、美術、體育課。後受兄弟的影響從戎，進入中央陸軍軍官學校，期間參與北伐戰爭。戰後於1928年退伍，輾轉上海，在演員介紹所的引薦下參演個人首部電影，為但杜宇的《小劍客》。同年就讀於暨南大學政治系，並簽約上海影戲公司，正式踏入演藝圈，成為中國影壇的首位大學生演員。演藝生涯共出演12部默片，其中一部是與阮玲玉共同出演的經典影片《小玩意》。上海影戲公司後來於1931年併入联华影业公司，袁也在1933年兼任導演，成為中國影壇首位兼任導演的演員，首部電影作品為喜劇短片《清道夫》，而其後拍攝劇情長片《鐵鳥》為中國首部空戰電影。後來轉到藝華，完成首部外籍演員佔多數的中國電影《暴風雨》。
1937年，七七事變爆發，袁叢美為新近成立的中國電影製片廠拍攝首部中國抗日戰爭題材電影《熱血忠魂》，是首部在美國公映的國片。其後中製廠遷至重慶，袁叢美升任少將，成為影壇首位「少將導演」。又奉命拍攝《日本間諜》，該片製作歷時三年，打破國產片在上海的票房記錄。1947年，在友人協助下創辦大地影業公司，後負笈美國聖提威爾斯大學修得電影碩士。1949年赴台，擔任台灣省電影製片廠導演，在職期間多拍攝軍教片、新聞片和紀錄片。1977年獲聘為世界新聞專科學校電影科主任，也先後在四川西南美術專科學校、上海華新藝術專科學校、中國文化大學大傳系、淡江大學教資系及輔仁大學大傳系等多所學校任教。2003年獲頒第40屆金馬獎終身成就獎。2005年7月16日安詳辭世，享嵩壽101歲。

## 作品

### 導演
- 1933年：《清道夫》
- 1933年：《鐵鳥》
- 1935年：《暴風雨》
- 1937年：《熱血忠魂》
- 1941年：《日本間諜》
- 1945年：《西湖之戀》
- 1945年：《戰地情愁》
- 1947年：《自古多情空遺恨》
- 1948年：《無語問蒼天》
- 1948年：《第五號情報員》
- 1948年：《鬼屋倩影》
- 1948年：《沒有靈魂的人》
- 1948年：《午夜驚魂》
- 1949年：《夕陽紅淚》
- 1949年：《無語問蒼天》
- 1955年：《罌粟花》
- 1957年：《阿美娜》
- 1959年：《魔窟殺子報》
- 1960年：《良心與罪惡》
- 1967年：《夕陽淚痕》
- 1968年：《追蹤》

### 演出
- 1928年：《小劍客》
- 1928年：《金鋼鑽》
- 1928年：《萬丈魔》
- 1929年：《糖美人》
- 1929年：《粉妝樓》
- 1929年：《媚眼俠》
- 1930年：《空谷猿聲》
- 1930年：《豆腐西施》
- 1930年：《紅顏薄命》
- 1930年：《畫室奇案》
- 1930年：《美人島》（上下集）
- 1930年：《春夢》
- 1931年：《虎威將軍》
- 1931年：《古屋怪人》
- 1931年：《亂世驚鴻》
- 1931年：《移花接木》
- 1932年：《天明》
- 1932年：《火山情血》
- 1932年：《奮鬥》
- 1932年：《失足恨》
- 1932年：《烽火奇緣》
- 1932年：《海外鵑魂》
- 1933年：《春潮》
- 1933年：《小玩意》
- 1933年：《天明》
- 1933年：《風》
- 1933年：《中國海的怒潮》
- 1934年：《漁光曲》
- 1934年：《人間仙子》
- 1935年：《逃亡》
- 1935年：《新婚的前夜》
- 1935年：《人之初》
- 1935年：《多情餘恨》

### 製片
- 1955年：《罌粟花》
- 1957年：《阿美娜》

## 延伸閱讀
- 袁叢美. . 亞太圖書出版社. 2006-06-01. ISBN 978-9-5782-6491-5.

## 外部連結
- 袁叢美在时光网上的簡介（简体中文）
- 袁叢美在豆瓣上的资料（简体中文）
- 袁叢美在開眼電影網的頁面（繁體中文）